# Paramontastraea
Paramontastraea is een geslacht van neteldieren uit de klasse van de Anthozoa (bloemdieren).

## Soorten
- Paramontastraea peresi (Faure & Pichon, 1978)
- Paramontastraea salebrosa (Nemenzo, 1959)
- Paramontastraea serageldini (Veron, 2000)